# Depot von Niederjahna
Das Depot von Niederjahna (auch Hortfund von Niederjahna) ist ein Depotfund der frühbronzezeitlichen Aunjetitzer Kultur (2300–1550 v. Chr.) aus Niederjahna, einem Ortsteil der Gemeinde Käbschütztal im Landkreis Meißen (Sachsen). Das Depot ist heute verschollen.

## Fundgeschichte
Das Depot wurde 1932 bei Erdarbeiten am Nordende der Schlucht „Hölle“ gefunden.

## Zusammensetzung
Das Depot bestand aus 16 Bronzegegenständen, im Einzelnen neun rundstabigen Ösenhalsringen mit leicht verjüngten Enden, einem weiteren etwas größeren Halsring mit verjüngten vierkantigen Enden, vier schweren ovalen offenen Ringen mit Querrillen oder -rippen an den Enden, einem Blutegelring mit Pufferenden und einer Armspirale aus Draht mit ovalem Querschnitt.